# Malik Rose
Malik Jabari Rose (Filadelfia, 23 novembre 1974) è un ex cestista e dirigente sportivo statunitense, professionista nella NBA.

## Carriera
È stato selezionato dagli Charlotte Hornets al secondo giro del Draft NBA 1996 (44ª scelta assoluta).

## Statistiche

### College
| Anno      | Squadra        | PG  | PT | MP   | TC%  | 3P%  | TL%  | RP   | AP  | PRP | SP  | PP   |
| --------- | -------------- | --- | -- | ---- | ---- | ---- | ---- | ---- | --- | --- | --- | ---- |
| 1992-1993 | Drexel Dragons | 29  | -  | 28,3 | 50,2 | -    | 56,3 | 11,4 | 0,3 | 0,4 | 0,8 | 13,6 |
| 1993-1994 | Drexel Dragons | 30  | -  | 29,2 | 52,0 | -    | 54,5 | 12,4 | 0,7 | 0,3 | 1,0 | 13,9 |
| 1994-1995 | Drexel Dragons | 30  | -  | 32,8 | 56,3 | 0,0  | 71,4 | 13,5 | 1,2 | 1,1 | 1,3 | 19,5 |
| 1995-1996 | Drexel Dragons | 31  | -  | 31,4 | 59,5 | 33,3 | 71,4 | 13,2 | 1,7 | 1,1 | 1,0 | 20,2 |
| Carriera  | Carriera       | 120 | -  | 30,4 | 54,9 | 29,2 | 64,1 | 12,6 | 1,0 | 0,8 | 1,0 | 16,9 |

### NBA

#### Regular Season
| Anno       | Squadra           | PG  | PT | MP   | TC%  | 3P%  | TL%  | RP  | AP  | PRP | SP  | PP   |
| ---------- | ----------------- | --- | -- | ---- | ---- | ---- | ---- | --- | --- | --- | --- | ---- |
| 1996-1997  | Charlotte Hornets | 54  | 1  | 9,7  | 47,7 | 0,0  | 61,3 | 3,0 | 0,6 | 0,5 | 0,3 | 3,0  |
| 1997-1998  | San Antonio Spurs | 53  | 0  | 8,1  | 43,4 | 33,3 | 63,9 | 1,7 | 0,4 | 0,4 | 0,1 | 3,0  |
| 1998-1999† | San Antonio Spurs | 47  | 0  | 12,9 | 46,3 | 0,0  | 67,1 | 3,9 | 0,6 | 0,9 | 0,5 | 6,0  |
| 1999-2000  | San Antonio Spurs | 74  | 3  | 18,1 | 45,7 | 33,3 | 72,2 | 4,5 | 0,6 | 0,5 | 0,7 | 6,7  |
| 2000-2001  | San Antonio Spurs | 57  | 9  | 21,4 | 43,5 | 17,6 | 71,3 | 5,4 | 0,8 | 1,0 | 0,7 | 7,7  |
| 2001-2002  | San Antonio Spurs | 82  | 1  | 21,0 | 46,3 | 8,3  | 72,0 | 6,0 | 0,7 | 0,9 | 0,5 | 9,4  |
| 2002-2003† | San Antonio Spurs | 79  | 13 | 24,5 | 45,9 | 40,0 | 79,1 | 6,4 | 1,6 | 0,7 | 0,5 | 10,4 |
| 2003-2004  | San Antonio Spurs | 67  | 13 | 18,7 | 42,8 | 0,0  | 81,3 | 4,8 | 1,0 | 0,5 | 0,4 | 7,9  |
| 2004-2005  | San Antonio Spurs | 50  | 1  | 17,2 | 46,4 | 0,0  | 69,7 | 4,5 | 0,8 | 0,6 | 0,2 | 6,3  |
| 2004-2005  | N.Y. Knicks       | 26  | 4  | 23,6 | 42,5 | 16,7 | 78,2 | 4,4 | 0,7 | 0,6 | 0,3 | 8,3  |
| 2005-2006  | N.Y. Knicks       | 72  | 35 | 15,5 | 37,4 | 100  | 78,1 | 3,6 | 0,9 | 0,6 | 0,2 | 4,4  |
| 2006-2007  | N.Y. Knicks       | 65  | 2  | 12,5 | 39,8 | 25,0 | 80,8 | 2,7 | 1,0 | 0,4 | 0,1 | 3,0  |
| 2007-2008  | N.Y. Knicks       | 49  | 3  | 10,1 | 36,7 | 28,6 | 72,5 | 2,1 | 0,6 | 0,3 | 0,1 | 3,5  |
| 2008-2009  | N.Y. Knicks       | 18  | 0  | 8,9  | 26,8 | 0,0  | 72,7 | 1,7 | 0,6 | 0,1 | 0,1 | 1,7  |
| 2008-2009  | Oklahoma Thunder  | 20  | 0  | 15,5 | 37,8 | 0,0  | 80,0 | 3,3 | 1,3 | 0,5 | 0,1 | 5,0  |
| Carriera   | Carriera          | 813 | 85 | 16,5 | 43,7 | 17,7 | 74,3 | 4,1 | 0,8 | 0,6 | 0,4 | 6,2  |

#### Playoffs
| Anno     | Squadra           | PG | PT | MP   | TC%  | 3P%  | TL%  | RP  | AP  | PRP | SP  | PP   |
| -------- | ----------------- | -- | -- | ---- | ---- | ---- | ---- | --- | --- | --- | --- | ---- |
| 1997     | Charlotte Hornets | 2  | 0  | 6,0  | 50,0 | -    | -    | 2,5 | 0,5 | 0,0 | 0,0 | 2,0  |
| 1998     | San Antonio Spurs | 5  | 0  | 3,6  | 66,7 | -    | 50,0 | 1,4 | 0,2 | 0,2 | 0,0 | 2,0  |
| 1999†    | San Antonio Spurs | 17 | 0  | 11,4 | 36,8 | -    | 69,2 | 2,3 | 0,2 | 0,4 | 0,2 | 2,7  |
| 2000     | San Antonio Spurs | 4  | 0  | 20,8 | 44,4 | -    | 55,6 | 4,8 | 0,3 | 0,5 | 0,8 | 5,3  |
| 2001     | San Antonio Spurs | 13 | 0  | 16,5 | 41,8 | 33,3 | 85,0 | 3,8 | 0,3 | 0,2 | 0,1 | 4,9  |
| 2002     | San Antonio Spurs | 10 | 3  | 29,2 | 47,9 | 0,0  | 74,0 | 7,9 | 1,4 | 1,0 | 0,5 | 12,9 |
| 2003†    | San Antonio Spurs | 24 | 0  | 23,3 | 41,9 | 0,0  | 76,6 | 5,8 | 1,0 | 0,7 | 0,5 | 9,3  |
| 2004     | San Antonio Spurs | 7  | 0  | 8,3  | 25,0 | 0,0  | 50,0 | 2,4 | 0,9 | 0,6 | 0,3 | 1,4  |
| Carriera | Carriera          | 82 | 3  | 17,5 | 42,7 | 11,1 | 73,9 | 4,3 | 0,7 | 0,5 | 0,3 | 6,2  |

## Palmarès

### Squadra
- Campionato NBA: 2

San Antonio Spurs: 1999, 2003

### Individuale
- NBDL Basketball Executive of the Year Award (2018)